# Недорезов, Андрей Владимирович
Андрей Владимирович Недорезов (7 октября 1961, Балей, Читинская область) — советский и российский футболист, защитник. Мастер спорта России.
До прихода в футбол учился в институте на горного инженера, играл в хоккей с мячом. В 18 лет попал в футбольную секцию. Всю карьеру — 20 сезонов — провёл в читинском «Локомотиве», является рекордсменом клуба по количеству проведённых матчей в первенствах СССР и России — 544, забил 59 мячей. 14 мая 2001 года избил после матча линейного арбитра, за что получил 10-матчевую дисквалификацию. Последний матч провёл 5 июля 2003 года в возрасте 41 года. С 2003 по 2013 год работал тренером и главным тренером клуба. В сентябре 2013 года ушёл с поста главного тренера «Читы» в связи с занятостью в другой сфере (вошёл в состав депутатов краевого Заксобрания), сообщалось о том, что остался в тренерском штабе команды.